# Bisenzio

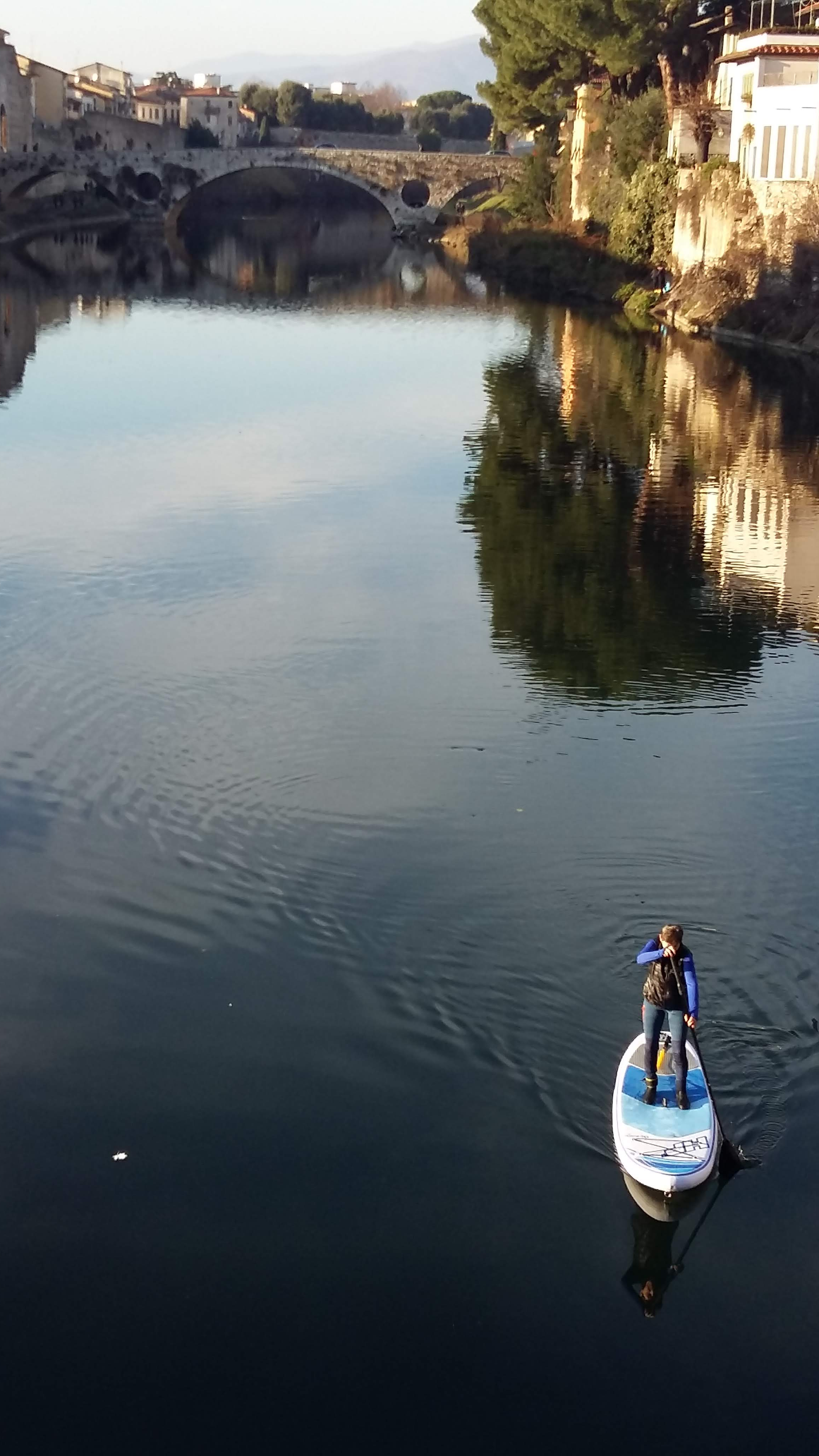
Stand Up Paddle sul fiume Bisenzio, Prato

Il Bisenzio è un fiume italiano della Toscana settentrionale, affluente di destra del fiume Arno. Il corso del Bisenzio è lungo circa 47 km, di cui 10 nel comune di Cantagallo (PO), 6 in quello di Vernio (PO), 8 in quello di Vaiano (PO), 9 in quello di Prato, 8 in quello di Campi Bisenzio (FI) e 6 in quello di Signa (FI), punto in cui confluisce nell'Arno.

## Il percorso
Il Bisenzio nasce nel comune di Cantagallo ma non è definito quali siano esattamente le sue sorgenti. Secondo l'etimologia del suo nome ( bis - entius, ovvero doppia corrente), il fiume nascerebbe dalla confluenza di due corsi d'acqua. Alcuni considerano che il fiume nasca dall'unione del rio di Ceppeta e il fosso di Trogola, in località Mulino della Sega, mentre secondo un'altra ipotesi, che sarebbe la più plausibile per la dimensione e la portata simile dei due corsi d'acqua, la sua origine sarebbe posta 3 km circa più in alto, dove si uniscono il fosso di Trogola ed il fosso delle Barbe.
Il fiume scende poi fino a Mercatale di Vernio, dove riceve il torrente Fiumenta e qui svolta a sud e si dirige verso Prato, formando la val di Bisenzio ed attraversando sia insediamenti abitativi, sia antichi insediamenti produttivi tessili nati tra XIX e XX secolo. Poco a nord di Prato, prima di raggiungere la località di Canneto ed entrare nella piana di Firenze-Prato-Pistoia, riceve le acque di Rio Buti, suo affluente di sinistra. All'inizio della città, in località Santa Lucia, è presente un'ampia pescaia con una diga, nota come il Cavalciotto, che un tempo serviva a dirigere le acque del fiume verso le industrie tessili sparse in città, attraverso un canale (il Gorone), che a sua volta si suddivide in altri cinque piccoli canali (le gore dette Bresci, Mazzoni, Romita, del Lonco e del Lupo), oggi quasi totalmente coperti nel tratto urbano e che terminano nell'Ombrone Pistoiese dopo aver attraversato l'intera piana.
Attraversata Prato, il Bisenzio, svolta verso est ed entra nel comune di Campi Bisenzio, a ovest di Firenze, dove vede restringersi il suo alveo in maniera sensibile: le sue acque ricevono quelle del torrente Marinella in località Capalle e quelle del torrente Marina a monte del capoluogo. Proseguendo verso sud, a San Piero a Ponti il fiume entra nel comune di Signa e qui riceve le acque del Fosso Macinante in località San Mauro a Signa, prima di dirigersi verso l'Arno nel quale confluisce presso Ponte a Signa.

### Gli affluenti
Partendo dal Mulin della Sega i principali affluenti di sinistra sono: il fosso di Castello, il Treppio, il Fiumicello, la Carigiola, il torrente Fiumenta, la Torbola, il rio di Cerbaia, il rio Fornelli, di Moschignano, di Cambiaticcio, di Bronia, di Gabbolana, la Nosa, il fosso di Meleto, rio Buti, il fosso di Carteano e il rio di Filettole; da Prato alla foce dell'Arno gli affluenti di sinistra sono: il rio Sant'Anna, di Santa Cristina, di Malesani, di Cillerese, il Marinella, la Marina, il Gaville, il Fosso Macinante.
Quelli di destra sono: la Canvella, il rio di Terrigoli o di San Poto, di Gricigliana, di Codilupo, di Migliana, di Rilaio, di Vaiano, del Mulinaccio, della Tignamica, di Popigliano e dei Noci.

### Qualità dell'acqua
Il fiume presenta nei primi chilometri del suo corso un regime spiccatamente torrentizio, con acque trasparenti e pulite che costituiscono l'ambiente ideale per i salmonidi. Giunto nei pressi della città di Prato, la pendenza dell'alveo diminuisce. Nonostante attraversi un'area molto urbanizzata, grazie alla costruzione di vari depuratori le sue acque sono notevolmente migliorate, per quel che riguarda gli inquinamenti, rispetto agli scorsi decenni nei quali il fiume era uno dei più inquinati d'Italia. La popolazione ittica, infatti, si mantiene numerosa anche per tutto il resto del suo corso.
Anticamente è stato fondamentale per lo sviluppo dell'economia della città di Prato e degli altri comuni che attraversa, che sfruttano nel rispetto dell'ecologia le sue acque per alimentare numerose industrie, soprattutto tessili, il Bisenzio fa da cornice anche alla tratta ferroviaria "Direttissima" Firenze-Bologna, grande opera d'ingegneria del 1934.

### Allagamenti
A causa del suo regime torrentizio, il Bisenzio ha da sempre provocato allagamenti ed inondazioni, soprattutto nel suo tratto in pianura. Solo nel XX secolo sono avute tre alluvioni disastrose: nel 1926 (Campi Bisenzio); il 4 novembre 1966 (Campi Bisenzio e Signa) e nel 1991 (Campi Bisenzio). La sera del 2 novembre 2023, in occasione di un evento alluvionale che ha scaricato fino a 240 mm di pioggia nel giro di 6 ore (stazione meteo di Valbisenzio Meteo), il fiume ha sfiorato l'altezza idrometrica di 6 metri a Gamberame, frazione di Vaiano (PO), superando di ben 2 metri il precedente record, e causando l'allagamento della frazione. Il fiume ha esondato anche in altre frazioni di Vaiano, tra cui " l'isola", tra La Tignamica e La Briglia, e anche all'imbocco della città di Prato, al Cavalciotto di Santa Lucia.
Le sue piene furono oggetto di grande attenzione anche nel periodo granducale. Dopo un'alluvione nel 1630, viene inviato sul Bisenzio addirittura Galileo Galilei che si dichiarò contrario ad interventi di raddrizzamento (il Bisenzio tende a formare anse nel tratto dopo Prato) e favorevole invece ad interventi localizzati di pulizia dell'alveo.

## Il fiume Bisenzio nella letteratura italiana

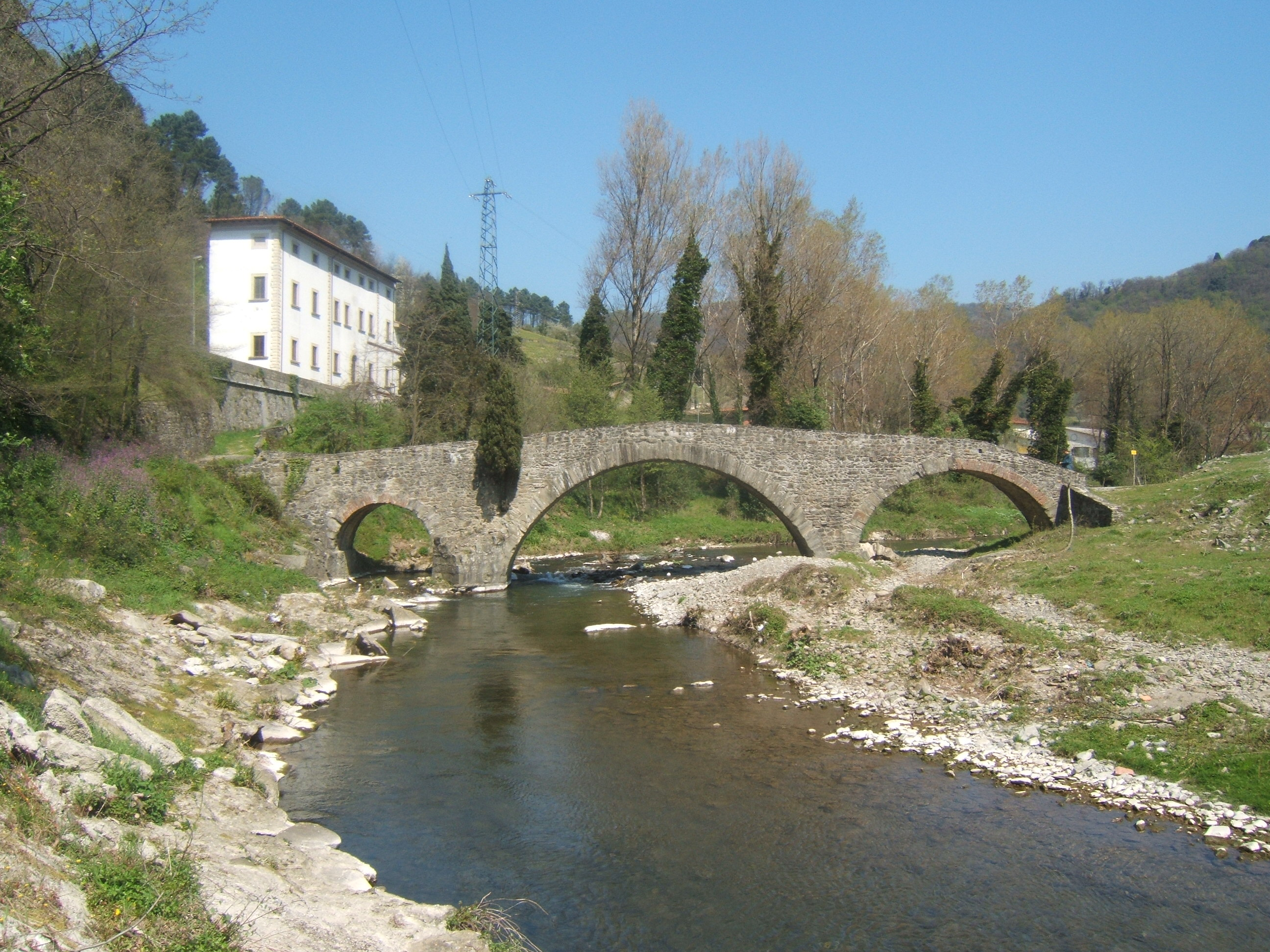
Il Bisenzio al ponte di Cerbaia, Cantagallo

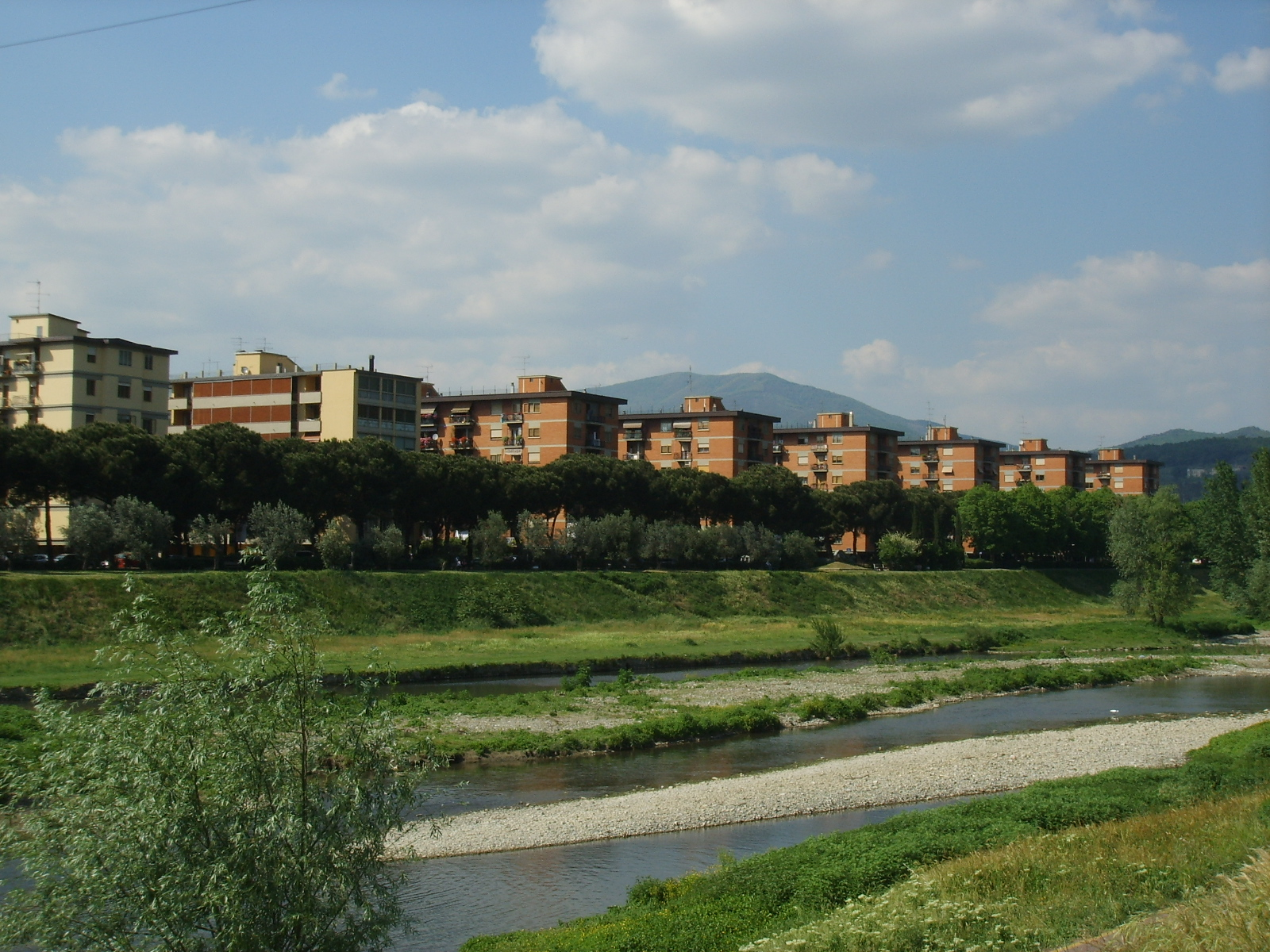
Il Bisenzio presso viale Galilei, Prato

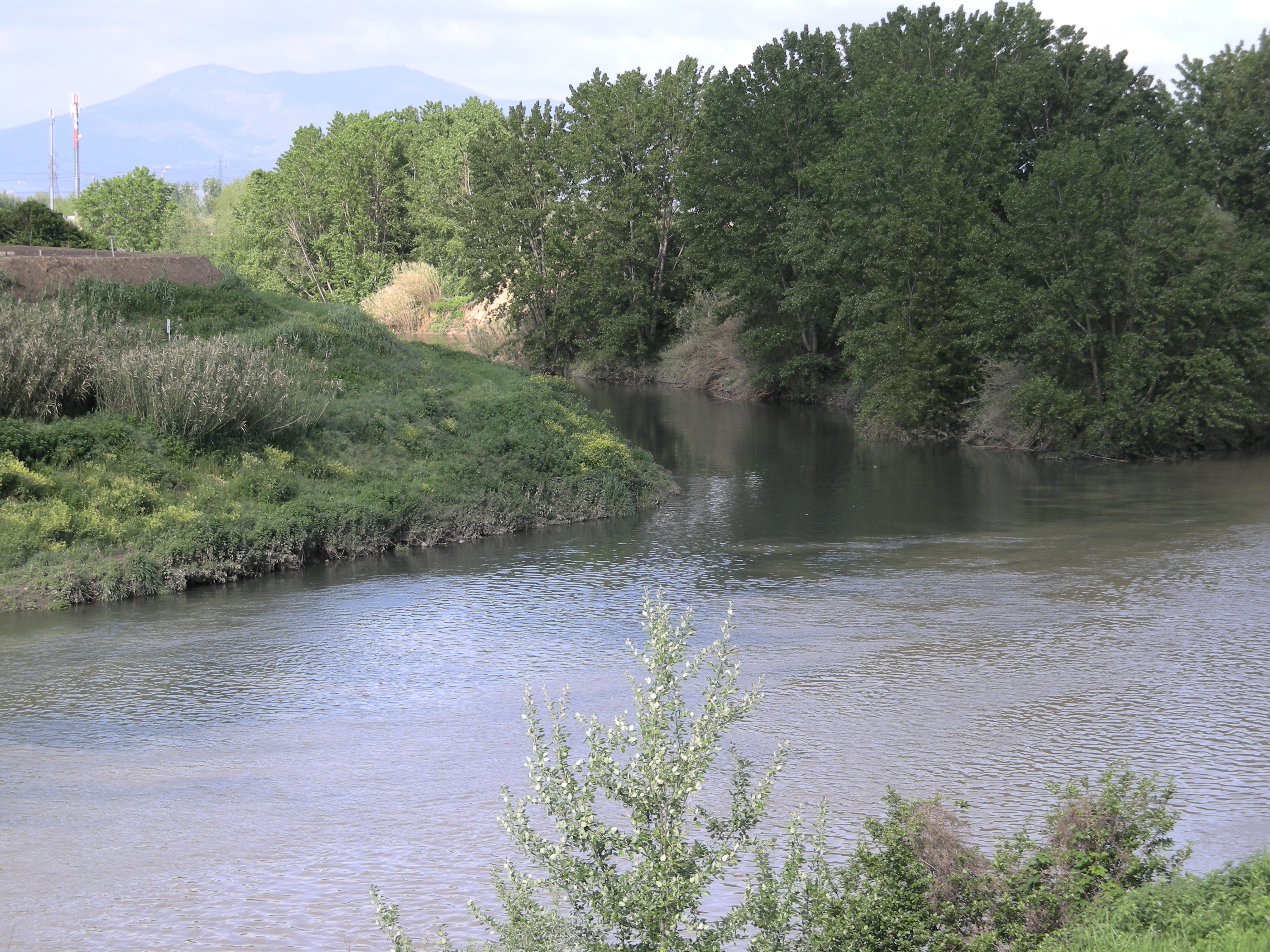
La foce del Bisenzio a Signa

Sebbene si tratti di un fiume minore, noto solo in una parte della Toscana, il Bisenzio ha comunque avuto l'onore di essere menzionato in alcune opere della letteratura italiana.
- Dante Alighieri

la valle onde Bisenzo si dichina

del padre loro Alberto e di lor fue.»
(Divina Commedia, Inferno, Canto XXXII, vv. 55-57)
Il contesto dei versetti è quantomeno fosco: siamo infatti nella “Caina” ove vengono posti i traditori dei congiunti, immersi nel ghiaccio fino al collo. I "cotesti due" sono i fratelli Alessandro e Napoleone, conti Alberti di Mangona e proprietari di vari castelli tra i quali la Rocca di Cerbaia nella Valle del Bisenzio. I due, venuti a dissidio per motivi politici e d'interesse, si uccisero tra loro alla fine del XIII secolo. Qualche commentatore riporta anche che Dante li avrebbe collocati nella “Caina” perché i due gli avrebbero sbattuto la porta in faccia quando avrebbe chiesto loro ospitalità.
- Gabriele D'Annunzio

ove cercai le sìlici focaie

vigilato dal triste pedagogo,

camminando in disparte ed in silenzio

mentre l'anima come le tue ghiaie

faceasi dura a frangere ogni giogo!»
(dalle Laudi, Elettra , Le città del silenzio)
In questi versetti il Vate ricorda il periodo che lo vide studente al prestigioso convitto nazionale Cicognini di Prato.
- Curzio Malaparte

Non poteva mancare il contributo di questo scrittore pratese, che mise il Bisenzio al centro del suo Maledetti Toscani
- Mario Luzi

Bisenzio dà anche il titolo ad una poesia di Mario Luzi: "Presso il Bisenzio" che compare nella raccolta "Nel Magma" del 1963.